# Pałac Rozrywki
Pałac Rozrywki (ros. Потешный дворец) – pałac znajdujący się na zachodniej ścianie Kremla. Znajduje się między Komendanturą i Wieżami Trójcy.
Został zbudowany w 1652 roku dla Ilji Miłosławskiego, który był teściem cara Aleksieja Michajłowicza. Po śmierci Miłosławskiego, pałac stał się własnością państwa. Był wykorzystywany jako teatr. Przedstawienia teatralne wystawiano tu by bawić rodzinę carską i jego dwór. W związku z tym otrzymał nazwę Pałacu rozrywki.
Podczas panowania cara Piotr Wielki, w pałacu została umieszczona policja. W XIX wieku mieszkał tam komendant Moskwy. Pałac został odrestaurowany w latach 2002–2004, w tym oryginalna elewacja i cerkiew chwały Matki Bożej.